# Liste der Träger des Großen Bundesverdienstkreuzes mit Stern und Schulterband
In dieser Liste sind Träger des Verdienstordens der Bundesrepublik Deutschland in der Stufe Großes Verdienstkreuz mit Stern und Schulterband mit kurzen Angaben zur Person aufgeführt.

## A
- Wolfgang Altenburg, General (1989)
- Karl Joseph Alter, Erzbischof von Cincinnati, Vorsitzender der amerikanischen Bischofskonferenz (1953)
- Bernard Andreae, Archäologe (2008)

## B
- Francesco Babuscio Rizzo, Botschafter (1954)
- Susanne Baer, Richterin des Bundesverfassungsgerichts (2023)
- Daniel Barenboim, Pianist und Dirigent (2013)
- Wolf Graf von Baudissin, General und Friedensforscher (1967)
- Erwin von Beckerath, Ökonom und Widerstandskämpfer (1964)
- Rudolf Beckmann, Unternehmer und Politiker (1973)
- Johannes Georg Bednorz, Physiker, Nobelpreisträger (1988)
- Berthold Beitz, Unternehmer und Sportfunktionär (1979)
- Lennart Bernadotte, Präsident der Deutschen Gartenbau-Gesellschaft, Besitzer der Blumeninsel Mainau (1958)
- Jürgen Bennecke, General (1972)
- Philipp von Bismarck, Politiker, Vorsitzender des Wirtschaftsrates der CDU (1991)
- Ernst-Wolfgang Böckenförde, Richter (2016)
- Wolfgang Böhmer, Ministerpräsident von Sachsen-Anhalt (2007)
- Volker Bouffier, Ministerpräsident von Hessen (2018)
- Jürgen Brandt, General (1983)
- Karl Branner, Oberbürgermeister (1990)
- Egidius Braun, Fußballfunktionär (2001)
- Gabriele Britz, Richterin des Bundesverfassungsgerichts (2023)
- Hans Brox, Richter des Bundesverfassungsgerichts (1975)
- Brun-Otto Bryde, Richter des Bundesverfassungsgerichts (2011)

## C
- Peter Harry Carstensen, Politiker (2013)
- Mathias Cormann, belgisch-australischer Politiker (2018)

## D
- Max Danz, Vorsitzender des Deutschen Leichtathletik-Verbandes (1989)
- Karl Josef Denzer, Landtagspräsident Nordrhein-Westfalen (1989)
- Udo Di Fabio, Richter des Bundesverfassungsgerichts (2011)
- Günter Diehl, Diplomat (1986)
- Martin Drath, Richter des Bundesverfassungsgerichts (1963)
- Malu Dreyer, Ministerpräsidentin von Rheinland-Pfalz (2023)

## E
- Michael Eichberger, Richter des Bundesverfassungsgerichts (2018)
- Erwin Josef Ender, Nuntius in Deutschland (2007)
- Mohammed el-Baradei, Generaldirektor der Internationalen Atomenergieorganisation, Friedensnobelpreisträger (2010)

## F
- Josef Felder, Politiker (1990)
- Artur Fischer, Unternehmer und Erfinder (2006)
- Adolf Flecken, Politiker (1957)
- Friedrich Flick, Unternehmer (1963)
- Friedrich Foertsch, General (1963)
- Manuel Fraga Iribarne, spanischer Politiker (1969)
- Siegfried Fröhlich, Staatssekretär (1985)
- Wolfgang Frühwald, Literaturwissenschaftler (2010)
- Jockel Fuchs, Politiker, Oberbürgermeister von Mainz (1987)

## G
- Reinhard Gaier, Richter des Bundesverfassungsgerichts (2016)
- Reinhard Gehlen, Generalmajor, erster Präsident des Bundesnachrichtendienstes (1968)
- Hans-Dietrich Genscher, Politiker (1975)
- Michael Gerhardt, Richter des Bundesverfassungsgerichts (2014)
- Johannes Gerster, Politiker, Leiter der Konrad-Adenauer-Stiftung in Israel (1999)
- Valéry Giscard d’Estaing, Politiker (1965)
- Leonhard Gleske, Volkswirt (1989)
- Günther Granser, Präsident des International Council der OIER (1998)
- Dieter Grimm, Richter des Bundesverfassungsgerichts (1999)
- Martin Grüner, Politiker (1983)

## H
- Karl Haager, Richter des Bundesverfassungsgerichts (1979)
- Evelyn Haas, Richterin des Bundesverfassungsgerichts (2006)
- Hanns Haberer, Politiker (1955)
- Otto Hahn, Kernchemiker, Nobelpreisträger 1944 (1954)
- Hamengkubuwono IX., Sultan (1963)
- Hildegard Hamm-Brücher, Politikerin (1993)
- Reiner Haseloff, Ministerpräsident von Sachsen-Anhalt (2023)
- Gerda Hasselfeldt, Politikerin (CSU), Präsidentin des Deutschen Roten Kreuzes (2023)
- Wilhelm Hausenstein, Diplomat (1952)
- Hansheinz Hauser, Politiker (CDU) (2000)
- Karl Heck, Richter des Bundesverfassungsgerichts (1965)
- Werner Heisenberg, Physiker, Nobelpreisträger (1964)
- Anton Henneka, Richter des Bundesverfassungsgerichts (1968)
- Franz Hengsbach, Kardinal, Bischof von Essen (1973)
- Monika Hermanns, Richterin des Bundesverfassungsgerichts (2023)
- Karl Herz, Staatssekretär (1963)
- Adolf Heusinger, General, Generalinspekteur der Bundeswehr (1963)
- Christine Hohmann-Dennhardt, Richterin (2011)
- Wolfgang Hoffmann-Riem, Richter des Bundesverfassungsgerichts (2008)
- Wildor Hollmann, Sportmediziner (2000)
- Gerhart Holzinger, österreichischer Verfassungsrichter (2017)
- Peter M. Huber, Richter des Bundesverfassungsgerichts (2023)
- Wolfgang Huber, Bischof (2007)
- Dieter Hundt, Unternehmer und BDA-Präsident (2007)
- Rudolf Hüttebräuker, Politiker und Staatssekretär (1966)

## J
- Gerhard Jahn, Bundesjustizminister (1984)
- Hans-Joachim Jentsch, Richter des Bundesverfassungsgerichts (2006)
- Jean-Claude Juncker, luxemburgischer Politiker (1988)
- Ernst Jünger, Autor (1985)

## K
- Josef Kammhuber, General (1962)
- Hugo Karpf, Politiker (1991)
- Walter Kasper, Kardinal (2004)
- Hans Katzer, Politiker (CDU) (1973)
- Sibylle Kessal-Wulf, Richterin des Bundesverfassungsgerichts (2023)
- Wolfgang Ketterle, Physiker (2002)
- Johann Adolf Graf von Kielmansegg, General (1968)
- Ferdinand Kirchhof, Richter des Bundesverfassungsgerichts (2018)
- Paul Kirchhof, Rechtswissenschaftler, Hochschullehrer und Richter (1999)
- Kurt Koch, Kardinal (2016)
- Roland Koch, Politiker (CDU) (2007)
- Erich Köhler, Politiker (CDU) (1957)
- Joseph Otto Kolb, Erzbischof von Bamberg (1953)
- Hannelore Kraft, Ministerpräsidentin von Nordrhein-Westfalen (2018)
- Winfried Kretschmann, Ministerpräsident von Baden-Württemberg (2023)
- Heinz Kühn, Politiker (SPD) (1967)

## L
- Giovanni Lajolo, Apostolischer Nuntius in Deutschland (2003)
- Herbert Landau, Richter des Bundesverfassungsgerichts (2016)
- Julius von Lautz, saarländischer Innen- und Justizminister (1967)
- Georg Leber, Bundesminister (1973)
- Hans Ledwinka, österreichischer Automobilkonstrukteur (1965)
- Eugen Leibfried, baden-württembergischer Minister für Ernährung, Landwirtschaft, Weinbau und Forsten (1962)
- Karl Lehmann, Kardinal und Bischof von Mainz, Vorsitzender der deutschen Bischofskonferenz (2001)
- Wilhelm Lenz, Politiker (1977)
- Gertrude Lübbe-Wolff, Rechtswissenschaftlerin (2014)
- Irene Ludwig, Kunst-Mäzenin (2007)
- Peter Ludwig, Industrieller, Kunst-Mäzen (1992)
- Günter Luther, Admiral (1982)

## M
- Heinz Maier-Leibnitz, Kernphysiker, Präsident der Deutschen Forschungsgemeinschaft (1991)
- Ulrich de Maizière, General (1970)
- Johannes Masing, Richter des Bundesverfassungsgerichts (2020)
- Kurt Masur, Dirigent und Orchesterleiter (2007)
- David D. McKiernan, amerikanischer General, Kommandeur US Army Europe (2008)
- Joachim Meisner, Kardinal und Erzbischof von Köln (2003)
- Georg Meistermann, Maler, Zeichner und Graphiker (1990)
- Rudolf Mellinghoff, Richter (2011)
- Andreas Meyer-Landrut, Diplomat (2002)
- Hans-Werner Müller, Gesundheitspolitiker (1992)
- Peter Müller, Ministerpräsident des Saarlandes (2007)
- Karl Münchinger, Dirigent (1985)
- Michelle Muscat, First Lady Maltas (2015)

## N
- Tyll Necker, Präsident des BDI (1990)
- Engelbert Niebler, Richter des Bundesverfassungsgerichts (1987)
- Christiane Nüsslein-Volhard, Entwicklungsbiologin, Nobelpreisträgerin (2003)

## O
- Walter Odersky, Präsident des Bundesgerichtshofs (1996)
- Heinz Maria Oeftering, Präsident der Deutschen Bundesbahn (1963)
- Albert Osswald, Hessischer Ministerpräsident (1975)
- Lerke Osterloh, Richterin (2010)

## P
- Wolfgang Paul, Physiker, Nobelpreisträger (1989)
- Andreas Paulus, Richter des Bundesverfassungsgerichts (2022)
- Matthias Platzeck, Politiker (2011)
- Hippolyt Poschinger von Frauenau, Unternehmer, Forstwirt und Politiker (1978)
- Hans-Gert Pöttering, Präsident des Europäischen Parlaments (2010)
- Avi Primor, israelischer Diplomat und Publizist (2003)
- Martin Purtscher, österreichischer Politiker, Landeshauptmann von Vorarlberg (1996)

## R
- Konrad Raiser, Theologe, Generalsekretär des Ökumenischen Rates der Kirchen (2004)
- Bodo Ramelow, Ministerpräsident von Thüringen (2023)
- Joseph Ratzinger, Kardinal (1985)
- Walter Raymond, Wirtschaftsfunktionär (1953)
- Kurt Rebmann, Generalbundesanwalt (1990)
- Janusz Reiter, polnischer Diplomat (1995)
- Harald Ringstorff, Ministerpräsident von Mecklenburg-Vorpommern (2007)
- Manfred Rommel, Oberbürgermeister von Stuttgart (1996)
- Joachim Rottmann, Honorarprofessor, Richter des Bundesverfassungsgerichts (1983)
- Heinz Rühmann, Schauspieler (1972)
- Friedrich Ruge, Vizeadmiral, Inspekteur der Marine (1961)

## S
- Grete Schickedanz, Unternehmerin (1991)
- Gustav Schickedanz, Unternehmer (1970)
- Karl Schiller, Ökonom und Politiker (1991)
- Wilhelm Schluckebier, Richter (2017)
- Peter Schmidhuber, Politiker, EU-Kommissar (1995)
- Gerd Schmückle, General (1979)
- Erich Schneider, Politiker (1992)
- Ernst Schneider, Unternehmer und Verbandsfunktionär (1969)
- Josef Schneider, Erzbischof von Bamberg (1960)
- Nikolaus Schneider, Ratsvorsitzender der EKD (2015)
- Oscar Schneider, Politiker (2002)
- Karl Schnell, General (1979)
- Ottomar Schreiber, Politiker (1954)
- Martin Schulz, Politiker (2016)
- Franz-Joseph Schulze, General (1979)
- Horst Seehofer, Ministerpräsident von Bayern (2023)
- Otto Seidl, Jurist (1998)
- Erwin Sellering, Ministerpräsident von Mecklenburg-Vorpommern (2018)
- Ferdinand von Senger und Etterlin, General (1983)
- Hermann Otto Solms, Politiker (FDP) (2019)
- Hans Speidel, General (1963)
- Rudolf Seiters, Politiker und DRK-Präsident (2018)
- Friedrich Spennrath, Regierungsbeamter und Industriemanager (1956)
- Helmut Steinberger, Richter, Vizepräsident des Schiedsgerichtshofs der OSZE (1987)
- Udo Steiner, Jurist (2007)
- Johannes Steinhoff, General (1972)
- Hans Stempel, Kirchenpräsident der Evangelischen Kirche der Pfalz (1956)
- Fritz Stern, deutsch-amerikanischer Historiker (2006)
- Georg Sterzinsky, Erzbischof von Berlin und Kardinal (2000)
- Rolf Stödter, Jurist und Reeder (1974)

## T
- Christine Teusch, Kultusministerin in Nordrhein-Westfalen (1956)
- Stanislaw Tillich, Ministerpräsident von Sachsen (2018)
- Rudolf Titzck, Innen- und Finanzminister in Schleswig-Holstein (1984)
- Ernst Träger, Richter des Bundesverfassungsgerichts (1989)
- Heinz Trettner, General (1967)
- Erkki Tuomioja, finnischer Politiker (2017)

## V
- Heinrich Vockel, Wirtschaftspolitiker (1957)
- Wilhelm Vorwerk, Unternehmer und Präsident der IHK Wuppertal (1959)

## W
- Friedrich Wilhelm Wagner, Reichstags- und Bundestagsabgeordneter (SPD), Vizepräsident des Bundesverfassungsgerichts (1964)
- Wolfgang Wagner, Opernregisseur (2009)
- Hermann Wandersleb, Beamter (1957)
- Helene Weber, Politikerin (Zentrum, CDU) (1961)
- Stephan Weil, Ministerpräsident von Niedersachsen (2023)
- Gerhard Weiser, baden-württembergischer Landwirtschaftsminister (1997)
- Hans Weiß, Politiker (CSU), Präsident des Bayerischen Senats von 1982 bis 1993 (1984)
- Carl Friedrich von Weizsäcker, Physiker, Philosoph und Friedensforscher (1973)
- Dieter Wellershoff, Admiral (1993)
- Heinrich Welsch, Politiker
- Friedrich Wetter, Kardinal und Erzbischof von München und Freising, Vorsitzender der bayerischen Bischofskonferenz (1993)
- Karl Winnacker, Chemiker und Industriemanager (1963)
- Hans-Jürgen Wischnewski, Politiker (SPD) (1977)
- Dietmar Woidke, Ministerpräsident von Brandenburg (2023)
- Bernhard Worms, Politiker (CDU), Staatssekretär (1995)
- Klaus Wowereit, Politiker (2011)

## Z
- Armin Zimmermann, Admiral (1976)
- Konrad Zuse, Bauingenieur und Unternehmer, Konstrukteur des ersten frei programmierbaren Rechners (1995)